# Setopus dubius
Setopus dubius is een buikharige uit de familie Dasydytidae. Het dier komt uit het geslacht Setopus. Setopus dubius werd in 1909 voor het eerst wetenschappelijk beschreven door Voigt. 